# لودو ديركسينس
لودو ديركسينس مواليد 14 أكتوبر 1964 في بلجيكا، هو دراج بلجيكي سابق في صنف سباق الدراجات على الطريق.

## سجل النتائج

### سباقات أو مراحل فاز بها
- طواف فرنسا

## روابط خارجية
- لودو ديركسينس على موقع الاتحاد الدولي للدراجات (الإنجليزية)
- لودو ديركسينس على موقع أرشيف الدراجات (الإنجليزية)
- لودو ديركسينس على موقع إحصائيات الدراجات الإحترافية (الإنجليزية)
- لودو ديركسينس على موقع نسبة الدراجات (الإنجليزية)
- لودو ديركسينس على موقع CycleBase (الإنجليزية)